# Ubaldo Gandolfi
Ubaldo Gandolfi (* 14. Oktober 1728 in San Matteo della Decima; † 24. Juli 1781 in Ravenna) war ein italienischer Maler und Kupferstecher, der hauptsächlich in Bologna und Umgebung tätig war.

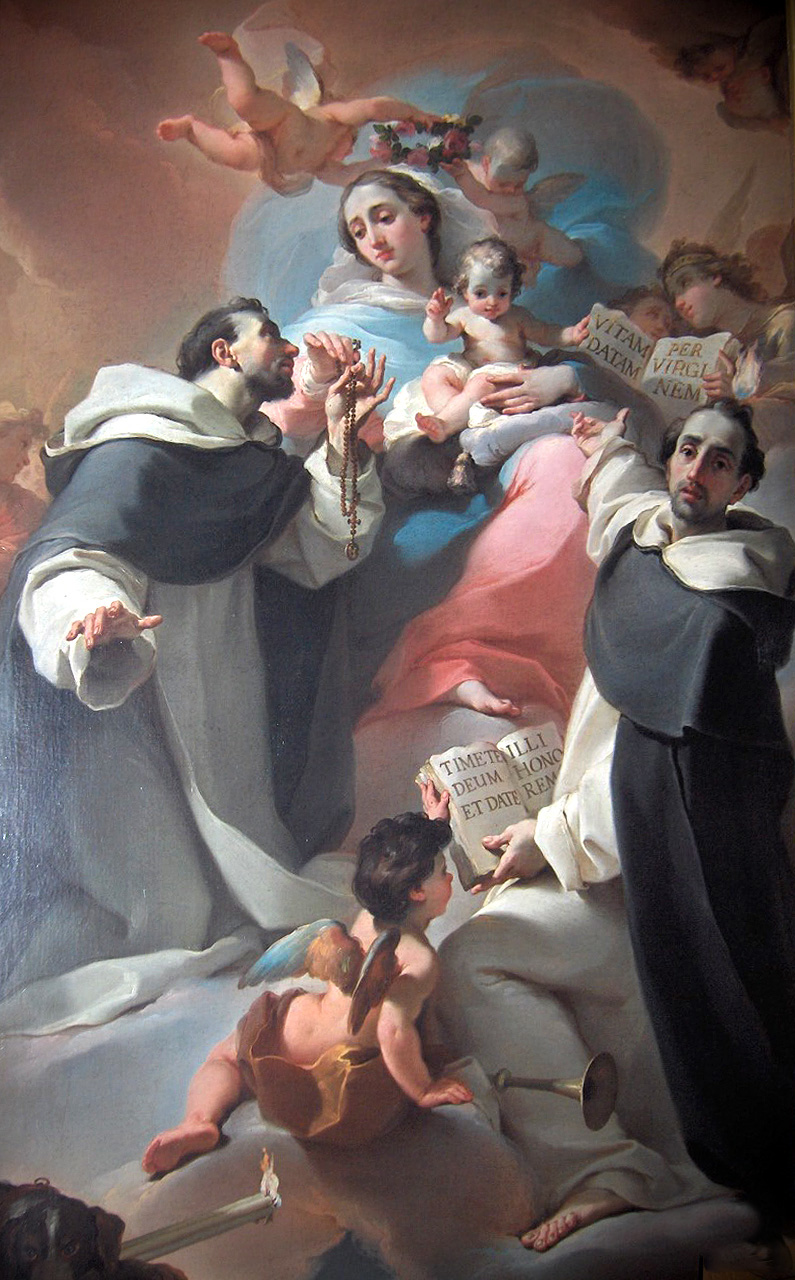
Madonna mit Kind, San Domenico e Vincenzo Ferreri, Museum der Basilika San Domenico, Bologna

## Leben
Er wurde als Sohn von Giuseppe Antonio und Francesca Maria Baldoni in San Matteo della Decima, einem Ortsteil von San Giovanni in Persiceto, geboren. Im Alter von 10 Jahren zog die Familie nach Bologna, wo er beim Meister Felice Torelli das Zeichnen lernte. Im Alter von siebzehn Jahren wurde er in die Accademia Clementina aufgenommen, wo er Schüler von Ercole Graziani und Ercole Lelli war. Ubaldo stammte aus einer großen Künstlerfamilie, zu der auch seine Söhne Giovanni Battista und Ubaldo Lorenzo sowie sein Bruder Gaetano und die Enkelkinder Mauro, Democrito und Clementina gehörten.
Die Werke von Ubaldo Gandolfi bewegen sich zwischen Barock und Neoklassizismus und erinnern insbesondere an den Stil von Ludovico Carracci. Für den Palazzo Segni Facchini malte er zahlreiche Fresken mit antiken und modernen Mythen. Zwischen 1770 und 1775 schuf er eine Reihe von Gemälden mit mythologischen Themen für den Palazzo Marescalchi in Bologna, von denen sich zwei heute im North Carolina Museum of Art befinden.
Sein Talent konnte er jedoch besonders in der sakralen Malerei entfalten. Neben der Darstellung der Akteure achtete er auf die feinen Details bei der Darstellung der Gewänder, der Profile und Hände.
Ubaldo Gandolfi heiratete Rosa Spisani, die auf einem Gemälde im Ashmolean Museum (Oxford) dargestellt ist, und hatte 5 Kinder.
Er starb am 24. Juli 1781 in Ravenna, wohin er kurz zuvor umgezogen war, an Malaria.

## Werke
- Pinacoteca Civica „Il Guercino“, Cento, Verkündigung (1777), Öl auf Leinwand, 303 × 191 cm. Inschrift: auf dem Sockel des Knienden „U.G 1777“
- Fondazione Cassa di Risparmio di Cento, Cento, Madonna, die dem heiligen Gaetano da Thiene in Anwesenheit dreier Engel das Jesuskind bringt (1775), Öl auf Leinwand, 207,5 × 146 cm. Inschrift: unten links „U.G“
- Fondazione Cassa di Risparmio di Cento, Cento, Die Heiligen Sebastian und Rochus, Öl auf Leinwand, 70 × 42 cm, Skizze des ehemaligen großen Altarbildes, aus dem 19. Jh.
- Pinacoteca civica „Donatello Stefanucci“ in Cingoli, Unbefleckte Empfängnis (1769–1771), Öl auf Leinwand, 266 × 178 cm, ehemals in der Kirche von Santo Spirito in Cingoli
- Pinacoteca di Brera, „hl. Franziskus empfängt die Stigmata“ (1768), Öl auf Leinwand, 266 × 178 cm, ehemals in der Kirche Santo Spirito in Cingoli
- Das Museo d’Arte (MdAO) in Avellino besitzt das interessante Gemälde Das heilige Herz, verehrt von Cherubinen aus dem Jahr 1770
- Kirche Santa Maria Maggiore in Castel San Pietro Terme Altarbild der Jungfrau in der Glorie mit Heiligen[1]
- Kirche Santa Maria in Garda in Villa Fontana, Gemälde der hl. Lucia und Wappen der Partecipanza.
- Museo Civico di Modena, Kopf eines jungen Mannes